# Halima Yakoy Adam
Halima Yakoy Adam, née vers 2000 sur une île du lac Tchad, est une parajuriste tchadienne. Droguée et attachée à un engin explosif, elle a été forcée de se rendre dans un marché bondé à Bol, au Tchad, le 22 décembre 2015. Elle a perdu deux jambes, mais a survécu. Après sa rééducation, elle a étudié pour devenir parajuriste. Après cela, elle a travaillé pour aider d'autres femmes victimes de violence au Tchad.

## Biographie
Alors qu'Halima Yakoy Adam a quinze ans, son mari, membre de Boko Haram, l'emmène sur une île près de la frontière nigériane. Il lui dit qu'ils partent en voyage de pêche. Il s'avère qu'il l'a emmenée dans un camp d'entraînement de Boko Haram, où elle est forcée à devenir une kamikaze. Après avoir été droguée, elle est attachée à un engin explosif, puis, le 22 décembre 2015, elle est envoyée dans un marché bondé à Bol, dans l'ouest du Tchad. Deux autres filles font également exploser leurs bombes et perdent la vie, Yakoy Adam perd ses jambes lors de l'attentat. Elle-même est cependant sauvée à temps,.
Une fois rétablie, elle retourne chez elle sur l'île Ngomirom Doumou au lac Tchad. L'UNFPA est présent sur ces îles, avec des programmes d'aide aux survivantes des violences sexistes et de Boko Haram. Yakoy Adam reçoit des soins et de la rééducation et est formée pour devenir parajuriste à Bol,. À ce poste, elle travaille pour aider d'autres femmes survivantes de violences au Tchad, et travaille contre le radicalisme et la violence extrême.
Amina J. Mohammed, secrétaire générale adjointe des Nations unies, salue la résilience de Yakoy Adam: « Halima est passée de victime à survivante parce qu'elle utilise cette expérience pour éduquer d'autres filles ».